# Hippolytus Steinwehr
Hippolytus Steinwehr (* unbekannt, vermutlich in Stargard; † 1529 in Stralsund) war ein deutscher katholischer Priester.
Steinwehr entstammte einem alten pommerschen Rittergeschlecht. Er immatrikulierte sich 1493 mit der Herkunftsangabe Stargard an der Universität Rostock und studierte ab 1494 in Greifswald. Steinwehr empfing 1500 ein Kanonikat und die Lepelsche Vikarie am St. Annen-Altar am Camminer Dom sowie das Archidiakonat Usedom.
1521 erlangte er anstelle des Sohnes des pommerschen Herzoges das Oberpfarramt in der Hansestadt Stralsund. Dieses Amt konnte er jedoch nicht ausfüllen, da die Stimmung im Stralsunder Rat und der Bevölkerung wegen einiger Übergriffe der Geistlichkeit unter Zutfeld Wardenberg gegen die Geistlichen gerichtet war. Als der Rat 1522 zur Finanzierung des Krieges mit Dänemark auch gegen die Geistlichkeit hohe Steuern erhob, verließen Wardenberg, Steinwehr und der Vize-Pleban Dr. Otto die Stadt. Während Wardenberg sich nach Rom begab, konnte Steinwehr mithilfe eines Geleitbriefes der pommerschen Herzöge Georg I. und Barnim IX. 1522 nach Stralsund zurückkehren, wo sich allerdings bereits die Reformation ankündigte. Während einer Feier des Hochamtes wurde Steinwehr 1524 tätlich angegriffen. Er klagte 1525 vor dem Reichskammergericht in Speyer, erlebte allerdings die Rechtsprechung nicht mehr. 1529 starb er am Schlagfluss.